# Mont Mikami
Le mont Mikami (三上山) est une montagne culminant à 432 m d'altitude sur le territoire de la ville de Yasu dans la préfecture de Shiga au Japon. En dépit de sa faible altitude, il est aussi appelé Ōmi Fuji, c'est-à-dire mont Fuji de la province d'Ōmi, ancien nom de la préfecture de Shiga, en raison de sa forme conique qui s'élève dans la plaine au sud du lac Biwa. Il fait partie du parc naturel préfectoral Mikami-Tanakami-Shigaraki créé en 1969.
Le mont Mikami, proche de Kyoto, capitale traditionnelle du Japon, est depuis longtemps présent dans la littérature japonaise. Il est particulièrement connu pour la légende qui raconte comment Fujiwara no Hidesato a capturé le mille-pattes géant du mont Mikami.
Au pied du mont Mikami se trouve le Mikami-jinja (御神神社), sanctuaire shinto dont le nom signifie sanctuaire des dieux, sanctuaire impérial de 2e rang, Kanpei-taisha.